# Tequila Sunrise (filme)
Tequila Sunrise é um filme policial estadunidense de 1988, dirigido pelo roteirista Robert Towne.

## Elenco principal
- Mel Gibson... Dale "Mac" McKussic
- Michelle Pfeiffer...Jo Ann Vallenari
- Kurt Russell...Inspetor Tenente Nicholas "Nick" Frescia
- Raúl Juliá...Carlos / Comandante Xavier Escalante
- J.T. Walsh...Hal Maguire, agente do DEA
- Gabriel Damon...Cody McKussic
- Arliss Howard...Gregg Lindroff
- Arye Gross...Andy Leonard

## Sinopse
A trama gira em torno de dois amigos de longa data. O problema é que Dale McKussic tornou-se um traficante e agora luta para sair do ramo, enquanto que Nicholas Frescia é um respeitado policial, recém-promovido ao cargo de Chefe do Departamento de Narcóticos de Los Angeles. McKussic não convence Frescia de que não é mais criminoso, ainda mais quando se envolve num perigoso negócio com o misterioso traficante Carlos, seu antigo parceiro. Os dois amigos também se desentedem ao disputar o amor de Jo Ann Vallenari, a simpática dona de um restaurante.

## Indicação
Recebeu uma nomeação para o Óscar de Melhor Fotografia.